# Мирончиков, Владимир Сергеевич
Владимир Сергеевич Мирончиков (род. 30 сентября 1998, Серпухов, Московская область, Россия) — российский и сербский боксёр-любитель и профессионал, выступающий во второй средней, в полутяжёлой, и в первой тяжёлой весовых категориях. Мастер спорта России международного класса, член сборной Сербии по боксу в 2020-х годах, бывший член сборной России в 2010-х годах, бронзовый призёр чемпионата мира (2021), чемпион Средиземноморских игр (2022), чемпион кубка Европы (2023),  чемпион России среди молодежи (2019), победитель международного турнира Кубок мира памяти Фармана Салманова в Ханты-Мансийске (2020), многократный победитель и призёр международных и национальных турниров в любителях.
Лучшая позиция по рейтингу BoxRec — 347-я (сентябрь 2023) и является 15-м среди российских боксёров полутяжёлой весовой категории, — входя в ТОП-350 лучших полутяжёловесов всего мира.

## Биография
Родился 30 сентября 1998 года в городе Серпухов, Московской области, в России.

## Любительская карьера

### Выступления за сборную Сербии

#### 2021—2023 годы
В начале ноября 2021 года в Белграде (Сербия) стал бронзовым призёром чемпионата мира, в полутяжёлой весовой категории (до 80 кг). Где он в 1/16 финала по очкам единогласным решением судей (счёт: 5:0) победил турка Каана Айкуцуна, в 1/8 финала по очкам единогласным решением судей (счёт: 5:0) победил болгарина Кристиана Николова, в четвертьфинале по очкам единогласным решением судей (счёт: 5:0) победил казаха Нурбека Оралбая, но в полуфинале по очкам раздельным решением судей (счёт: 2:3) проиграл опытному американцу Робби Гонсалесу, — который в итоге стал чемпионом мира 2021 года.
В феврале 2022 года участвовал в престижном международном турнире «Странджа» проходившем в Софии (Болгария), где он в 1/8 финала, в конкурентном бою по очкам (2:3) решением большинства судей проиграл опытному казахскому боксёру Ерасылу Жакпекову.
В мае 2022 года, в составе сербской сборной участвовал в чемпионе Европы в Ереване, в категории 1-го тяжёлого веса (до 86 кг), где он в четвертьфинале досрочно в 3-м раунде проиграл выступающему за Грузию российскому боксёру Георгию Кушиташвили, — который в итоге стал чемпионом Европы 2022 года.
В июле 2022 года стал чемпионом Средиземноморских игр в городе Оран (Алжир) в весе до 81 кг. Там он последовательно по очкам победил турка Каана Айкутсуна, затем испанца Газимагомеда Джалидова, и в финале по очкам победил алжирца Мохаммеда Хумри.
В феврале 2023 года снова участвовал на представительном международном турнире «Странджа» проходившего в Софии (Болгария), в весе до 80 кг, но в четвертьфинале по очкам проиграл ирландскому боксёру Келайну Кэссиди, — в итоге ставшему бронзовым призёром данного турнира.

## Профессиональная карьера
11 сентября 2020 года состоялся его дебют на профессиональном ринге в Серпухове, во 2-м среднем весе, когда он досрочно нокаутом в 1-м же раунде победил небитого соотечественника Виталия Михалёва (2-0).

## Статистика профессиональных боёв
В таблице перечислены результаты всех поединков боксёров.
В каждой строке указан результат поединка. Дополнительно номер поединка обозначен цветом, который обозначает итог поединка. Расшифровка обозначений и цветов представлена в нижеследующей таблице.
| Пример | Расшифровка                     |
| ------ | ------------------------------- |
|        | Победа                          |
|        | Ничья                           |
|        | Поражение                       |
|        | Планируемый поединок            |
|        | Поединок признан несостоявшимся |
| КО     | Нокаут                          |
| ТКО    | Технический нокаут              |
| PTS    | Решение судей (по очкам)        |
| UD     | Единогласное решение судей      |
| MD     | Решение большинства судей       |
| SD     | Раздельное решение судей        |
| RTD    | Отказ от продолжения боя        |
| DQ     | Дисквалификация                 |
| NC     | Поединок признан несостоявшимся |

| 4 поединка, 4 победы (4 нокаутом). | 4 поединка, 4 победы (4 нокаутом). | 4 поединка, 4 победы (4 нокаутом). | 4 поединка, 4 победы (4 нокаутом). | 4 поединка, 4 победы (4 нокаутом).            | 4 поединка, 4 победы (4 нокаутом). | 4 поединка, 4 победы (4 нокаутом). |
| Бой                                | Рекорд                             | Дата боя                           | Соперник                           | Место проведения боя                          | Раундов, время                     | Дополнительно                      |
| ---------------------------------- | ---------------------------------- | ---------------------------------- | ---------------------------------- | --------------------------------------------- | ---------------------------------- | ---------------------------------- |
| 4                                  | 4-0                                | 31 марта 2023                      | Константин Тарарышкин (1-4)        | ВЦ «Динамо», Москва, Россия                   | TKO 1 (4), 2:29                    |                                    |
| 3                                  | 3-0                                | 20 марта 2021                      | Эльвин Ахундзаде (4-5)             | ДС «Мегаспорт», Москва, Россия                | RTD 1 (6), 3:00                    |                                    |
| 2                                  | 2-0                                | 29 января 2021                     | Аюб Бозуркаев (3-5)                | УСК «Крылья Советов», Москва, Россия          | KO 1 (4), 1:02                     |                                    |
| 1                                  | 1-0                                | 11 сентября 2020                   | Виталий Михалёв (2-0)              | БЦ «Химки», Химки, Московская область, Россия | KO 1 (4), 2:33                     | Дебют в профессиональном боксе.    |